# Nailea Norvind
Nailea Norvind (Cidade do México, 16 de fevereiro de 1970) é uma atriz mexicana. No Brasil é mais conhecida por antagonizar novelas produzidas pela Televisa, como Cuidado con el ángel, Abrázame muy fuerte e Amigas y rivales.

## Carreira de atriz
Nailea obteve graduação no (CEA), (Centro de Artes da Educação) da Televisa e começou sua carreira atuando com 12 anos de idade, na telenovela para criança Chispita com a atriz e cantora Lucero.
O maior êxito de Nailea chegou aos 17 anos, quando atuou em Quinceañera ao lado da atriz Adela Noriega e da cantora e atriz Thalia. No mesmo ano ela participou no filme "Gaby: Una Historia verdadeira".
Após alguns pequenos papéis em várias outras telenovelas, quando ela fez Cuando llega el amor novamente contracenando com  Lucero, e em seguida teve uma nova pausa da televisão. Ela retornou oito anos mais tarde, a telenovela Preciosa.
E após seu segundo retorno Nailea obteve mais seis papéis em telenovelas, bem como a comédia "Diseñador ambos sexos" com Héctor Suárez Gomis. Em 2002 ela foi uma dos participantes VIP na primeira edição do "Big Brother-México".
Em 2006, Nailea concluído o filme que sua mãe Eva Norvind, dirigiu e produziu, antes da sua morte em maio do mesmo ano, intitulado "Sem Nascido", é um documentário sobre deficientes com o músico e ator mexicano José Flores. Em Março de 2007, "Sem Nascido" ganhou prêmio de Melhor Documentário Internacional no "Festival Internacional de Cine Contemporâneo da Cidade de México (FICC)".
Seu último trabalho na televisão que teve boa repercussão foi interpretando a personagem Marina Cáceres na telenovela adolescente Rebelde.
Em 2008 voltou as telenovelas com o papel da vilã Viviana Mayer Montenegro de São Romão na novela Cuidado con el ángel, esposa de João Miguel (William Levy) protagonista da trama. Em 2010 obteve sua primeira personagem protagônica em Para volver a amar . Em 2012 integra o elenco da telenovela Abismo de pasión como Begõna, a Betania no Brasil.
Em 2015 volta as novelas como a vilã de Muchacha italiana viene a casarse, como Frederica Angeles. Em 2016 e 2017 antagonizou a série televisiva   La candidata  ao lado de Silvia Navarro , Rafael Sánchez Navarro, entre outros como Teresa. Em 2019 integra o  elenco do remake da telenovela Cuna de lobos.

## Biografia
Nailea é filha de conselheira psicossexual, dominatrix e atriz nascida na Noruega, Eva Norvind. Os seus avô maternos são príncipe russo Paulovič Chegodayef Sakonsky a escultora norueguês-finlandesa Johanna Kajanus.
Nailea foi separada de sua polêmica mãe aos 12 anos.
Entre 1988 até 1997, Nailea foi casada com Fernando Gonzalez Parra, com quem tem duas filhas:
- Tessa Ía González Norvind, nascida em 03 de abril de 1995 na Cidade do México; trabalha como atriz.
- Naian González Norvind, nascida em 9 de fevereiro de 1992 na Cidade do México; e que trabalha como atriz.

Ela foi ex-madrasta da também atriz mexicana Camila González Sodi.
Dizem que seu pai biológico era holandês, mas que ele nunca o conheceu ou sabe seu nome.

## Filmografia

### Televisão
| Ano     | Título                            | Personagem                                   | Notas                                                                                       |
| ------- | --------------------------------- | -------------------------------------------- | ------------------------------------------------------------------------------------------- |
| 1983    | Chispita                          | Sara Guillén (Sarita)                        |                                                                                             |
| 1984    | Guadalupe                         | Nani Durán                                   |                                                                                             |
| 1985    | Cachún cachún ra ra!              | Aïda                                         |                                                                                             |
| 1986    | Pobre juventud                    | Gabriela Murillo (Gaby)                      |                                                                                             |
| 1987    | Quinceañera                       | Leonor                                       |                                                                                             |
| 1988    | Papá soltero                      | Lucy                                         | Episódio: "Tomálo devagar"                                                                  |
| 1988    | Encadenados                       | Mariela                                      |                                                                                             |
| 1989    | Lo blanco y lo negro              | Selma Alcázar                                |                                                                                             |
| 1990    | Cuando llega el amor              | Alejandra Contreras                          |                                                                                             |
| 1998    | Derbez en cuando                  | Teresa (Teresita)                            | Episódio: "Telenovela Mari"                                                                 |
| 1998    | Preciosa                          | Valeria San Román de Santander               |                                                                                             |
| 1999    | Amor gitano                       | Isa Valenti, Marquesa de Astolfi             |                                                                                             |
| 2000    | Abrázame muy fuerte               | Déborah Falcón de Rivero                     |                                                                                             |
| 2001    | Mujer, casos de la vida real      | Elena                                        | Episódio: "Querida amiga"                                                                   |
| 2001    | Mujer, casos de la vida real      | —                                            | Episódio: "Seguiendo tus pasos"                                                             |
| 2001    | Amigas y rivales                  | Paula Moréll                                 |                                                                                             |
| 2002    | Big Brother VIP                   | Participante                                 | Reality show                                                                                |
| 2004    | Mujer de madera                   | Viviana Palomares                            | Antagonist                                                                                  |
| 2004    | Rebelde                           | Marina Carceres Colucci                      |                                                                                             |
| 2006    | Central de abasto                 | mãe de Paco                                  |                                                                                             |
| 2008    | Mujeres asesinas                  | Martha                                       | Episódio: "Martha, asfixiante"                                                              |
| 2008    | Cuidado con el ángel              | Viviana Mayer Montenegro de San Román        | Antagonista Recorrente                                                                      |
| 2009    | Tiempo Final                      | Professora de baile                          | Episódio: "El Cojo"                                                                         |
| 2009    | Hermanos y detectives             | —                                            | Episódio: "Diez minutos antes de morir "                                                    |
| 2010    | Capadocia                         | Diane Brighton                               | Episódio: "Lo que une dios" Episódio: "Cordero de dios" Episódio: "Aparta de mí éste cáliz" |
| 2010    | Para volver a amar                | Valeria Andrade de Longoria / Maleni Esparza |                                                                                             |
| 2011    | Como dice el dicho                | Sandra                                       | Episódio: "Dime de qué presumes"                                                            |
| 2012    | Abismo de pasión                  | Begoña Narvaez de Tovar                      |                                                                                             |
| 2013-18 | Sr. Ávila                         | María Ávila                                  |                                                                                             |
| 2014    | Crónica de Castas                 | Elena                                        | Episódio: "De criolla con mestizo" Episódio: "El zapoteco"                                  |
| 2014    | Muchacha italiana viene a casarse | Federica Ángeles                             |                                                                                             |
| 2016    | La candidata                      | Teresa Rivera de Martínez                    |                                                                                             |
| 2019    | Julia vs Julia                    | Isabel                                       |                                                                                             |
| 2019    | Cuna de lobos                     | Ámbar Reyes Antúnez de Larios                |                                                                                             |
| 2022    | vencer la ausencia                | Flavia Vilchis de Camargo                    |                                                                                             |

### Cinema
- El triángulo diabólico de las Bermudas (1978) - Muñeca diabólica
- Gaby: Una historia verdadera (1987) - Terry
- Atlantis: El Imperio perdido (2001) - Princesa Kida (Dublagem)
- Zapata's Gold (2005)
- La otra familia (2011) - Nina Cabrera
- Después de Lucía (2012)
- El incidente (2014) - Sandra
- Chronic (2015) - Laura

## Teatro
- Opción Múltiple (2004) - Wanda
- Muerte Súbita - Sasha
- Las mariposas son libres - Isidra
- Honor - Onelia
- Casa de muñecas - Viviana
- Robin Hood -Miguelina
- Jesucristo Superestrella (Jesus Christ Superstar) - Hilda
- Kumán - Valeria
- José el soñador (Joseph and the Amazing Technicolor Dreamcoat) - Ireybi
- Those Darn Kids - Génesis
- Genesis One - Gertrudis

## Prêmios e Indicações
| Ano  | Festival                        | Categoria                  | Nomeações            | Resultado |
| ---- | ------------------------------- | -------------------------- | -------------------- | --------- |
| 1988 | Prêmio TVyNovelas               | Melhor Vilã Jovem          | Quinceañera          | Venceu    |
| 1990 | Prêmio TVyNovelas               | Melhor Vilã                | Cuando llega el amor | Indicada  |
| 2001 | Prêmio TVyNovelas               | Melhor Atriz Antagonista   | Abrázame muy fuerte  | Venceu    |
| 2011 | Prêmios People en Español       | Melhor Atriz               | Para volver a amar   | Indicada  |
| 2011 | Prêmios People en Español       | Melhor Atuação em Série    | Capadocia            | Indicada  |
| 2012 | Prêmio Ariel de Cinema Mexicano | Melhor Co-Atuação Feminina | La otra familia      | Venceu    |
| 2017 | Prêmio TVyNovelas               | Melhor Atriz Antagonista   | La candidata         | Indicada  |